# 양익현
양익현(梁益賢, 일본식 이름: 梁川益賢야나가와 에키켄, 1900년 11월 ~ ?)은 일제강점기의 경찰 겸 관료로, 본적은 함경남도 원산부이다.

## 생애
1920년 11월부터 1922년까지 평안북도 희천공립보통학교 부훈도를 역임했고 1923년 강원도 평강경찰서 경부보로 임명되었다. 함경남도 함흥경찰서에서 경부보(1924년 ~ 1927년)와 고등계주임 경부(1927년 8월 ~ 1929년)로 근무했고 1929년 8월 24일 신간회 함흥지회의 선전 활동과 회원 모집을 금지했다.
함경남도 원산경찰서 경부(1930년)와 함경남도 혜산경찰서 경부(1931년 ~ 1934년)로 근무했고 1934년 조선총독부 혜산진영림서에서 근무했다. 함경남도 혜산경찰서 경부 재직 시절인 1934년 8월 14일 만주사변 당시 국경 경계 업무와 일본군의 만주 침략 지원, 독립 운동가 사찰, 정보 수집 활동 등을 수행한 공로를 인정받아 일본 정부의 만주 사변 행상에서 공로 갑(功勞 甲)에 상신되었고 같은 해 8월 25일에는 만주 사변 종군 기장에 상신되었다.
1935년부터 1936년 8월 20일까지 함경남도 영흥경찰서 사법계 주임을 역임했고 1936년 8월 21일부터 1940년까지 함경남도 원산경찰서 사법계 주임을 역임했다. 1935년 7월 25일 만주 사변에 협력한 공로를 인정받아 공로 갑(功勞 甲)을 받았고 1938년 3월 30일에는 훈로 정(勳勞 丁)을 받았다. 1936년 7월 10일 일본 정부로부터 훈8등 서보장을 받았으며 1937년 7월 30일 만주국 정부로부터 건국공로장을 받았다. 1941년 3월 31일부터 1943년 3월 22일까지 함경남도 장진군수를 역임했다.
민족문제연구소의 친일인명사전 수록자 명단의 경찰, 관료 부문, 친일반민족행위진상규명위원회가 발표한 친일반민족행위 705인 명단에 포함되었다.

## 참고자료
- 친일반민족행위진상규명위원회 (2009). 〈양익현〉. 《친일반민족행위진상규명 보고서 Ⅳ-9》. 서울. 688~696쪽.